# Filippo Maria Renazzi

Filippo Maria Renazzi

Filippo Maria Renazzi (Roma, 1745 – Roma, 29 giugno 1808) è stato un avvocato e storico italiano.

## Biografia
Nacque a Roma da genitori bolognesi, Ercole Maria e Barbara Montacheti.
Appena laureatosi in Giurisprudenza, già nel 1768, a 21 anni, divenne docente all'Archiginnasio Romano (come si chiamava all'epoca l'università La Sapienza). L'anno successivo gli fu affidata la cattedra di Diritto criminale che tenne per 34 anni. 
Fu autore di Elementi di Diritto Criminale, adottato in molte università italiane come libro di testo. Nei quattro volumi che compongono quest'opera fu il primo a tentare una concisa storia critica della disciplina del diritto penale.
La sua dottrina di penalista si diffuse in tutta Italia e anche in Francia.
Alla fine del XVIII secolo era tra i più rappresentativi penalisti italiani insieme a Luigi Cremani e Cesare Beccaria.
Gli venne offerta la cattedra di Giurisprudenza dell'Università di Pavia, e nel 1803 quella di Diritto Criminale dell'Università di Bologna, ma lui le rifiutò per rimanere a Roma.
Fu chiamato dall'imperatrice Caterina II di Russia a San Pietroburgo per collaborare alla faticosa riforma del Codice Criminale, iniziata nel 1767 e protrattasi per molti anni.
Nel 1803 gli fu riconosciuta la Giubilazione della Lettura (accompagnato da onorario vitalizio) e fu ascritto alla Nobiltà Romana con diploma del 30 settembre.
Oltre a numerosi testi di giurisprudenza Renazzi scrisse anche poesie e saggi storici.
Morì a 61 anni dopo 18 giorni di enfiagione edematosa. Il suo monumento funebre si trova nel portico d'ingresso della basilica di Sant'Eustachio a Roma.